# Södra Söre
Södra Söre är en småort i Lits distrikt (Lits socken) i Östersunds kommun i Jämtlands län.